# Jodid titaničitý
Jodid titaničitý je červenohnědá krystalická látka se vzorcem TiI4. Poprvé byla popsána v roce 1863. Je meziproduktem při van Arkelově–de Boerově výrobě titanu.

## Vlastnosti
Jodid titaničitý je jedním z málo molekulárních jodidů kovů, sestává z izolovaných tetraedrických molekul TiI4. Vazebná vzdálenost Ti-I je 261 pm. Díky molekulárnímu charakteru je možné jej destilovat bez rozkladu, to je základem jeho využití při výrobě titanu. Rozdíl bodů varu chloridu (−24 °C) a jodid titaničitého (150 °C), je srovnatelný s rozdílem bodů varu chloridu (−23 °C) a jodidu uhličitého (168 °C), což ukazuje na přítomnost silných intermolekulárních van der Waalsových interakcí.
Jsou známy dvě polymorfní modifikace, první je dobře rozpustná v nepolárních rozpouštědlech, kubická modifikace je rozpustná méně.

## Příprava
Jsou známy tři metody přípravy TiI4. Přímá syntéza z prvků za teploty 425 °C:
Ti + 2 I2 → TiI4
Tato reakce je vratná a využívá se k přípravě velmi čistého titanu.
Reakce chloridu titaničitého s jodovodíkem:
TiCl4 + 4 HI → TiI4 + 4 HCl
Reakce oxidu titaničitého s jodidem hlinitým:
3 TiO2 + 4 AlI3 → 3 TiI4 + 2 Al2O3

## Reakce
Podobně jako chlorid a bromid titaničitý, i jodid vytváří adukty s Lewisovými bazemi a je možné ho také redukovat. Pokud redukci provádíme v přítomnosti kovového titanu, můžeme získat deriváty TiIII a TiII, např. CsTi2I7 nebo řetězce CsTiI3.
Reaguje s alkeny a alkyny za vzniku organojodidů. Ovlivňuje také pinakolový coupling a další reakce, při kterých vzniká vazba C-C.